# Fischergraben (Braunschweig)
Der Fischergraben ist ein etwa 1,1 km langer Bach, welcher über einen Überleitungsgraben in die Mittelriede in Braunschweig mündet, der das Teichgebiet im Naturschutzgebiet Riddagshausen entwässert und teilweise in die Feuchtwiesen in Gliesmarode abgeschlagen wird.

## Geographie
Der Fischergraben entsteht aus dem Abfluss des Schapenbruchteichs nahe dem vermutlich namengebenden Fischergut. Er umfließt den Mittelteich und den Kreuzteich auf der Westseite der Seen parallel zum Fischerweg in südwestliche Richtung. Die Fußgängerbrücke über den Graben zwischen Fischerweg und der Straße Am Hasselteich ist nach umfangreichen Entschlammungsarbeiten am Graben erneuert und im Dezember 2018 eingeweiht worden.
Am Messeweg wird der Graben unterführt und tritt in eine weitestgehend naturbelassene Wiese zwischen Walkholzweg und Gänsekamp ein. In dieser Wiese verläuft auch der Abfluss aus dem Kreuzteich, der in einigen Karten als Weddeler Graben bezeichnet wird. Beide Bachläufe vereinigen sich am Ende der Wiese, wobei der Fischergraben in jüngerer Zeit mit Strömungslenkern und Mäandern ausgebaut wurde. Während in alten Karten die Mündung in die Wabe verzeichnet ist, wird heute der Bach hinter einem Gitter unterirdisch geleitet und tritt erst südlich der querenden Wabe unmittelbar an dem Abschlagsbauwerk Wabe-Mittelriede wieder ans Tageslicht. Nach wenigen Metern mündet er in einen Überleitungsgraben, der parallel zum Mutterkamp verläuft. Hier sorgen ein Dammbalkenverschluss und eine Röhre unter dem Weg für einen Abfluss in das Gebiet des ehemaligen Sportplatzes und weiter in die bewaldeten Bereiche zwischen Wabe und Mittelriede. Dort befinden sich mehrere Hochwasserableitungen in die Mittelriede, so dass in allen Wasserlagen von einer Mündung des Fischergrabens in die Mittelriede auszugehen ist.